# Jardin de Marianne
Der Jardin de Marianne ist ein Stadtgarten im 12. Arrondissement von Paris.

## Namensursprung
Der Name bietet sich an, denn die Mitte des Verkehrsknotenpunkts Place de la Nation wird von der Plastik Le Triomphe de la République mit der Symbolfigur Marianne beherrscht. Das Monument aus Bronze wurde 1899 errichtet und stammt aus der Werkstatt des Bildhauers Jules Dalou.

## Lage
Der Jardin de Marianne bildet die Mitte des Place de la Nation. Das ursprüngliche Wasserbecken um die Plastik Le Triomphe de la République verschwand, als die erste Linie der Réseau Express Régional (RER) einen Bahnhof unter dem Platz bekam.
Neben dem Bahnhof Nation mit der RER   befindet sich hier die Metro mit der Station Nation Linie      .

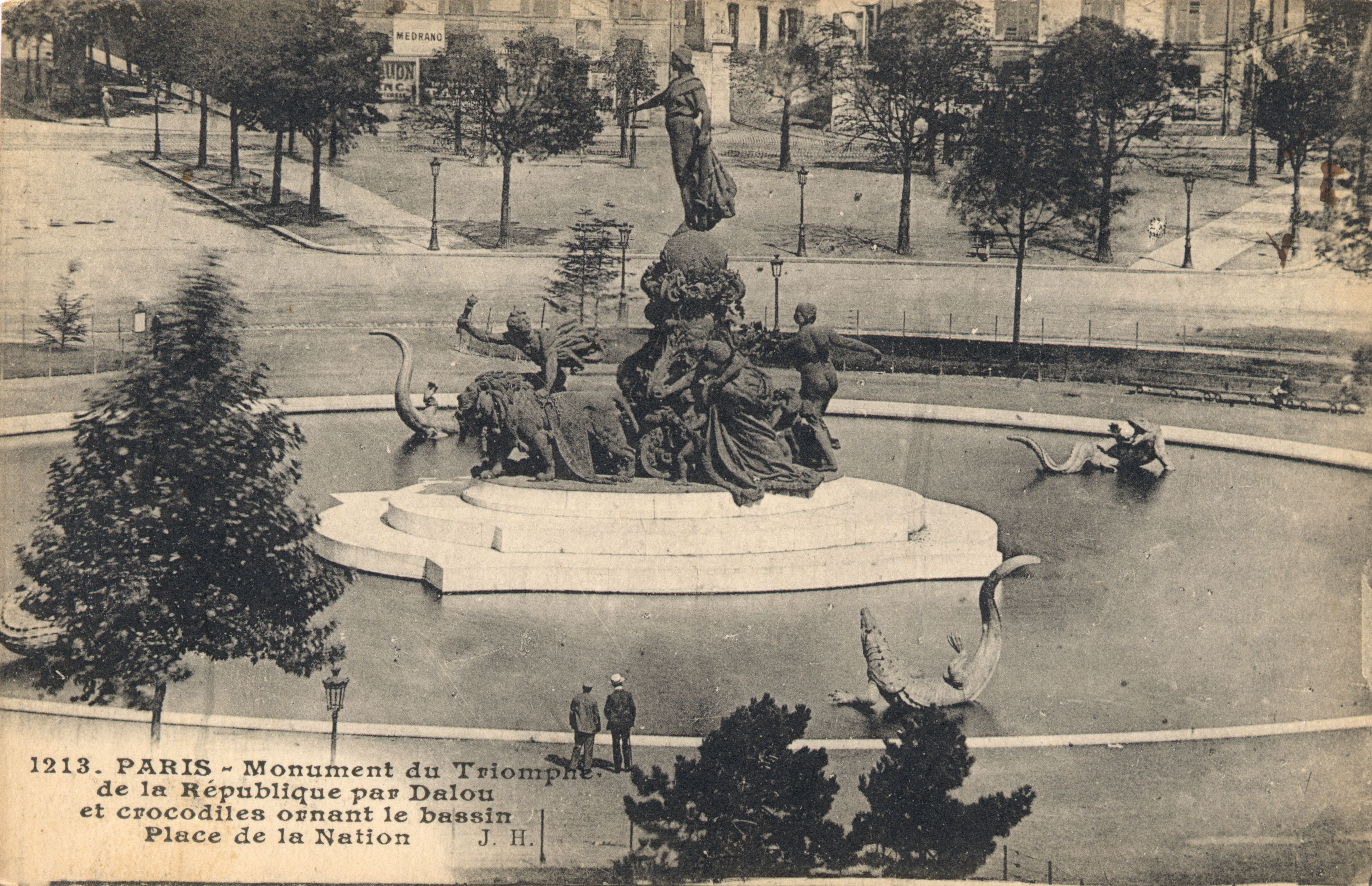
Das Wasserbecken um 1908
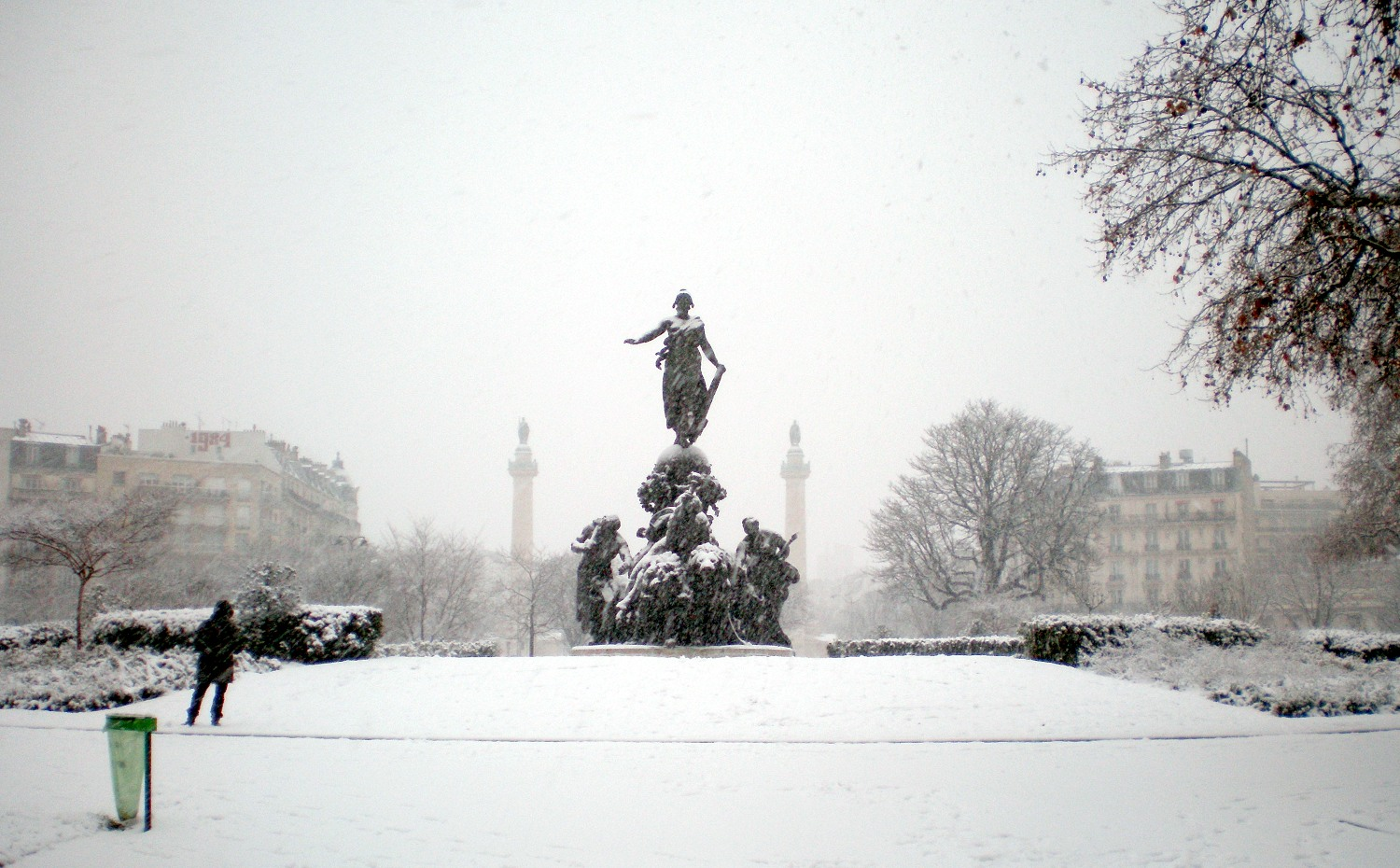
Der ehemalige Square de la Place-de-la-Nation, heute Jardin de Marianne, an einem Wintermorgen im Schnee (Dezember 2010)

## Geschichte
Der ehemalige Square de la Place-de-la-Nation, den man zu Ehren von Dalou in Jardin de Marianne umbenannt hat, wurde 2019 bei der Neugestaltung des Platzes vergrößert. Die Fläche erweiterte sich somit auf 11 686 m², 45 neue Bäume und 2 950 Sträucher wurden gepflanzt. Es gibt ferner Schattenplätze, Spielflächen und Bouleplätze.

## Weblink
- «Jardin de Marianne» auf der Seite der Mairie de Paris.